# Roberto Perdía
Roberto Cirilo Perdía  (Rancagua, Buenos Aires, 9 de julio de 1941 - 20 de marzo de 2024) fue un guerrillero y abogado argentino que durante la década de 1970 integró la organización Montoneros, llegó a ser miembro de la conducción nacional en el tercer lugar de mando.
Durante la dictadura militar autodenominada Proceso de Reorganización Nacional, que gobernó Argentina entre 1976 y 1983, se exilió en Madrid. Formó parte de la conducción que decidió la contraofensiva montonera desde el exilio.
El 14 de agosto de 2003 fue detenido por una causa judicial vinculada a la desaparición de militantes montoneros, fue liberado a fines de octubre de ese año.
Integró la Asociación Gremial de Abogados de la República Argentina.

## Obra y pensamiento
- "MONTONEROS, el peronismo combatiente en primera persona". Buenos Aires, Planeta, 2013. ISBN 978-950-49-3226-0
- "Del mismo modo que ninguna vida humana transcurre sin dejar huellas, la historia de los dolores y sufrimientos de los pueblos no son momentos sin sentido que se agotan en sí mismos. Es la humanidad que, desplegando los valores de las unidades que la componen y en el intrincado camino de constituirse en una globalidad, se va emancipando de las estructuras que sostienen la depredación, el despojo, el saqueo imperialista y la explotación capitalista."[5]